# Аженбак
Аженба́к (фр. Hagenbach) — коммуна на северо-востоке Франции в регионе Гранд-Эст (бывший Эльзас — Шампань — Арденны — Лотарингия), департамент Верхний Рейн, округ Альткирш, кантон Мазво. До марта 2015 года коммуна административно входила в состав упразднённого кантона Данмари (округ Альткирш).
Площадь коммуны — 4,81 км², население — 675 человек (2006) с тенденцией к росту: 685 человек (2012), плотность населения — 142,4 чел/км².

## Население
Численность населения коммуны в 2011 году составляла 693 человека, а в 2012 году — 685 человек.
| 1962 | 1968 | 1975 | 1982 | 1990 | 1999 | 2006 | 2007 | 2011 | 2012 |
| ---- | ---- | ---- | ---- | ---- | ---- | ---- | ---- | ---- | ---- |
| 571  | 548  | 468  | 543  | 595  | 593  | 675  | 687  | 693  | 685  |

Динамика населения:

## Экономика
В 2010 году из 451 человек трудоспособного возраста (от 15 до 64 лет) 351 были экономически активными, 100 — неактивными (показатель активности 77,8 %, в 1999 году — 72,2 %). Из 351 активных трудоспособных жителей работали 331 человек (175 мужчин и 156 женщин), 20 числились безработными (12 мужчин и 8 женщин). Среди 100 трудоспособных неактивных граждан 35 были учениками либо студентами, 42 — пенсионерами, а ещё 23 — были неактивны в силу других причин.
На протяжении 2011 года в коммуне числилось 265 облагаемых налогом домохозяйств, в которых проживало 687 человек. При этом медиана доходов составила 22903 евро на одного налогоплательщика.

## Фотогалерея

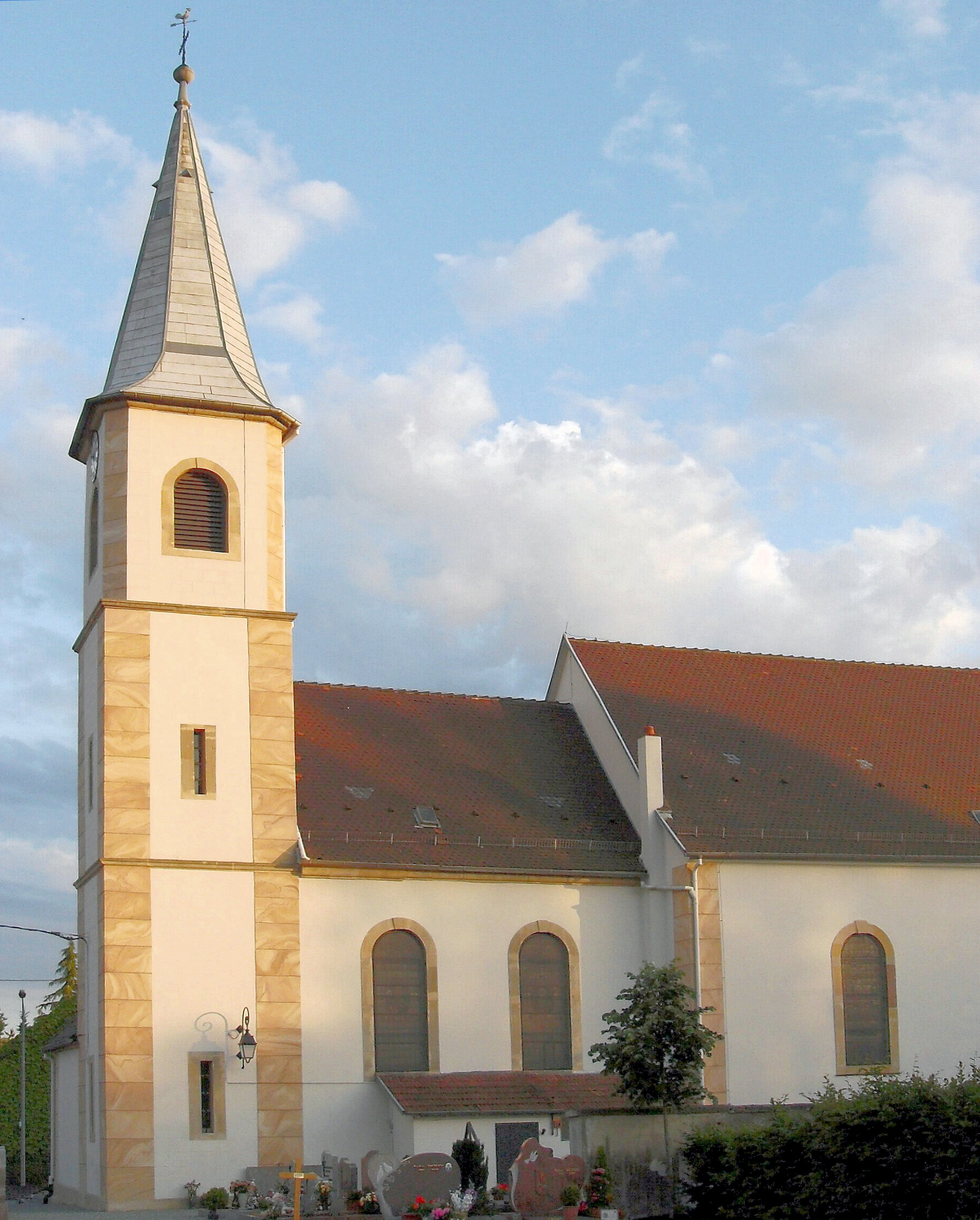
Церковь Святых Петра и Павла